# Giovanna d'Aragona (contessa di Empúries)
Giovanna Perez, o Giovanna d'Aragona e di Navarra (Chuana in aragonese, Juana in spagnolo e asturiano, Joana in galiziano, in portoghese, in catalano e in basco, Ieanne in francese, Joan in inglese e Johanna in tedesco e in fiammingo; Barcellona, 7 novembre 1344 – Castellón de Ampurias, 1385), principessa d'Aragona, fu contessa consorte della contea di Empúries dal 1373 al 1385.

## Origini familiari[1][2][3]
Figlia secondogenita del re di Aragona,  di Valencia,  di Maiorca, di Sardegna e di Corsica e Conte di Barcellona e delle altre contee catalane Pietro IV il Cerimonioso, e della prima moglie, Maria di Navarra.

## Biografia
Nel 1347, Giovanna rimase orfana della madre, Maria di Navarra, che morì alcuni giorni dopo aver dato alla luce l'unico fratello maschio, Pietro, morto dopo poche ore di vita e la sorella maggiore, Costanza, fu dichiarata erede al trono.

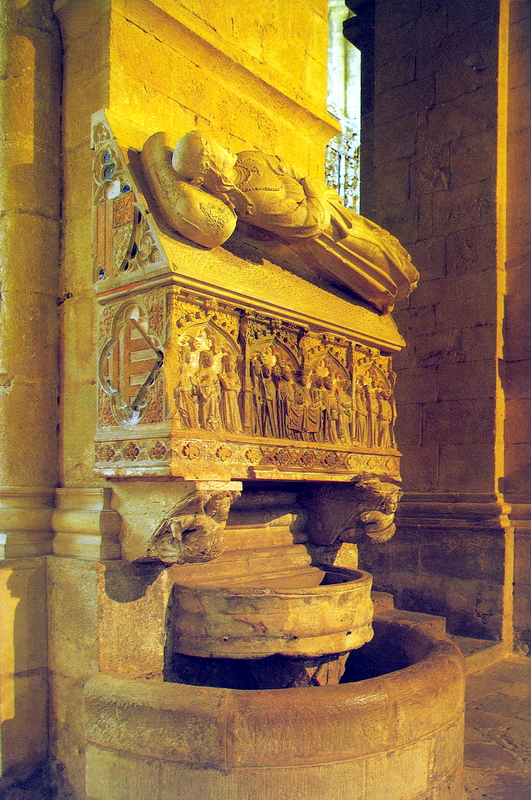
Tomba di Giovanna nel Monastero di Santa Maria di Poblet

L'anno dopo (1348),a causa della peste nera,  morì la sorella minore, Maria, e pochi mesi dopo, la matrigna, Eleonora del Portogallo.

Sposatosi, per la terza volta, con Eleonora di Sicilia,  il padre, Pietro IV, nel dicembre 1350, poté festeggiare la nascita dell'erede maschio, il fratellastro di Giovanna, Giovanni, che poi, alla morte di Pietro IV, salì al trono col nome di Giovanni I il Cacciatore e poi, nel 1356, quella di Martino, che poi, alla morte di Giovanni I il Cacciatore, salirà al trono, col nome di Martino I il Vecchio o l'Umanista.
Nel 1373, il 19 giugno, Giovanna sposò il conte di Empúries, Giovanni d'Aragona (1338-1398), figlio di Raimondo Berengario d'Aragona (1308 – 1364), e della sua seconda moglie, María Álvarez de Ejérica.
Il testamento di Giovanna (Infantissa Johanna…Petri…Regis Aragonum filia, consorsque…domini Johannis comitis Impuriarum) è datato 12 agosto 1384, precisa che gli esecutori sono il padre e i fratellastri (Dominum Regem patrem nostrum…infantem Johannem ducem Gerunde et comitem Cervarie fratrem nostrum et…infantem Martinum fratrem nostrum), cita i due figli, Pietro e Giovanni (Petrum filium nostrum…Johanni filio nostro) e chiede di essere sepolta nel Monastero di Santa Maria di Poblet (in Monasterio Poupuleti).
Giovanna morì, a Castellón de Ampurias, alcuni mesi dopo, nel 1385, e venne sepolta nel Monastero di Santa Maria di Poblet.

## Figli[8]
Giovanna a Giovanni diede due figli:
- Giovanni d'Aragona (1375-1401), che, nel 1398, successe al padre come conte di Empúries e che aveva sposato Elsa de Cardona
- Pietro d'Aragona (ca. 1380- ca. 1402), che, nel 1401, successe al fratello come conte di Empúries e che aveva sposato Giovanna de Rocaberti. Alla sua morte, la contea di Empúries fu incamerata nella Corona d'Aragona, da Martino I il Vecchio o l'Umanista.

## Ascendenza
|                        |                |                        | Genitori                   |  |  | Nonni |  |  | Bisnonni             |  |  | Trisnonni            |  |
|                        |                |                        |                            |  |  |       |  |  | Giacomo II d'Aragona |  |  | Pietro III d'Aragona |  |
|                        |                |                        |                            |  |  |       |  |  | Giacomo II d'Aragona |  |  | Pietro III d'Aragona |  |
|                        |                | Costanza di Sicilia    |                            |  |  |       |  |  | Giacomo II d'Aragona |  |  |                      |  |
| Alfonso IV di Aragona  |                |                        |                            |  |  |       |  |  | Giacomo II d'Aragona |  |  |                      |  |
|                        |                | Bianca di Napoli       | Carlo II d'Angiò           |  |  |       |  |  |                      |  |  |                      |  |
|                        |                | Bianca di Napoli       | Carlo II d'Angiò           |  |  |       |  |  |                      |  |  |                      |  |
|                        |                | Bianca di Napoli       | Maria Arpad d'Ungheria     |  |  |       |  |  |                      |  |  |                      |  |
| Pietro IV di Aragona   |                | Bianca di Napoli       |                            |  |  |       |  |  |                      |  |  |                      |  |
|                        |                | Gombaldo di Entenza    | …                          |  |  |       |  |  |                      |  |  |                      |  |
|                        |                | Gombaldo di Entenza    | …                          |  |  |       |  |  |                      |  |  |                      |  |
|                        |                | Gombaldo di Entenza    | …                          |  |  |       |  |  |                      |  |  |                      |  |
| Teresa di Entenza      |                | Gombaldo di Entenza    |                            |  |  |       |  |  |                      |  |  |                      |  |
|                        |                | Costanza di Antillón   | Sancho di Antillón         |  |  |       |  |  |                      |  |  |                      |  |
|                        |                | Costanza di Antillón   | Sancho di Antillón         |  |  |       |  |  |                      |  |  |                      |  |
|                        |                | Costanza di Antillón   | Eleonora di Cabrera-Urgell |  |  |       |  |  |                      |  |  |                      |  |
| Giovanna d'Aragona     |                | Costanza di Antillón   |                            |  |  |       |  |  |                      |  |  |                      |  |
|                        | Luigi d'Évreux | Filippo III di Francia |                            |  |  |       |  |  |                      |  |  |                      |  |
|                        | Luigi d'Évreux | Filippo III di Francia |                            |  |  |       |  |  |                      |  |  |                      |  |
|                        | Luigi d'Évreux | Maria di Brabante      |                            |  |  |       |  |  |                      |  |  |                      |  |
| Filippo III di Navarra | Luigi d'Évreux |                        |                            |  |  |       |  |  |                      |  |  |                      |  |
|                        |                | Margherita d'Artois    | Filippo d'Artois           |  |  |       |  |  |                      |  |  |                      |  |
|                        |                | Margherita d'Artois    | Filippo d'Artois           |  |  |       |  |  |                      |  |  |                      |  |
|                        |                | Margherita d'Artois    | Bianca di Bretagna         |  |  |       |  |  |                      |  |  |                      |  |
| Maria di Navarra       |                | Margherita d'Artois    |                            |  |  |       |  |  |                      |  |  |                      |  |
|                        |                | Luigi X di Francia     | Filippo IV di Francia      |  |  |       |  |  |                      |  |  |                      |  |
|                        |                | Luigi X di Francia     | Filippo IV di Francia      |  |  |       |  |  |                      |  |  |                      |  |
|                        |                | Luigi X di Francia     | Giovanna I di Navarra      |  |  |       |  |  |                      |  |  |                      |  |
| Giovanna II di Navarra |                | Luigi X di Francia     |                            |  |  |       |  |  |                      |  |  |                      |  |
|                        |                | Margherita di Borgogna | Roberto II di Borgogna     |  |  |       |  |  |                      |  |  |                      |  |
|                        |                | Margherita di Borgogna | Roberto II di Borgogna     |  |  |       |  |  |                      |  |  |                      |  |
|                        |                | Margherita di Borgogna | Agnese di Francia          |  |  |       |  |  |                      |  |  |                      |  |
|                        |                | Margherita di Borgogna |                            |  |  |       |  |  |                      |  |  |                      |  |